# Jean-Pierre Bernard Ricard
Jean-Pierre Bernard Ricard (sinh 1944) là một Hồng y người Pháp của Giáo hội Công giáo Rôma. Ông từng đảm nhận vị trí Tổng giám mục Tổng giáo phận Bordeaux từ năm 2011 đến năm 2019, thành viên Hội đồng Kinh tế Tòa Thánh. Ông từng đảm nhận nhiều vị trí quan trọng khác như: Giám mục chính tòa Giáo phận Montpellier, Chủ tịch Hội đồng Giám mục Pháp, Phó Chủ tịch Liên Hội đồng Giám mục Âu Châu.

## Linh mục
Hồng y Ricard sinh ngày 26 tháng 9 năm 1944 tại Marseille, Pháp. Sau quá trình tu học, ngày 5 tháng 10 năm 1968, Phó tế Ricard được phong chức linh mục, bởi Tổng giám mục Tổng giáo phận Marseille Georges Jacquot.

## Giám mục
Ngày 17 tháng 4 năm 1993, Tòa Thánh loan báo tin tuyển chọn linh mục Ricard làm Giám mục Phụ tá Giáo phận Grenoble, hiệu tòa Pulcheriopolis. Ngày 6 tháng 6, lễ tấn phong cho tân giám mục được cử hành. Các vị chủ sự nghi thức bao gồm: Chủ phong là Hồng y Robert-Joseph Coffy, Tổng giám mục Marseille. Hai giám mục phụ phong gồm Louis Jean Dufaux, giám mục Giáo phận Grenoble và Jacques Louis Marie Joseph Fihey, Giám mục Giáo phận Coutances. Tân giám mục chọn khẩu hiệu:Propter evangelium.
Ngày 4 tháng 7 năm 1996, Tòa Thánh thuyên chuyển Giám mục Ricard làm Giám mục Phó Giáo phận Montpellier. Sau đó, ngày 4 tháng 9, ông kế vị chức vị Giám mục chính tòa.

## Tổng giám mục, thăng Hồng y
Ngày 21 tháng 12 năm 2001, Tòa Thánh thăng Giám mục Ricard làm Tổng giám mục Tổng giáo phận Bordeaux. Từ năm 2001 đến 5 tháng 11 năm 2007, ông là Chủ tịch Hội đồng Giám mục Pháp.
Trong Công nghị Hồng y 2006 cử hành ngày 24 tháng 3, Giáo hoàng Biển Đức XVI vinh thăng Tổng giám mục Ricard tước vị Hồng y Đẳng Linh mục Nhà thờ Sant’Agostino. Ngày 8 tháng 10 năm 2006, ông đã đến nhận nhà thờ hiệu tòa của mình. Từ ngày 8 tháng 10 năm 2006 đến ngày 2 tháng 10 năm 2011, ông là Phó Chủ tịch Liên Hội đồng Giám mục Châu Âu. Từ ngày 22 tháng 190 năm 2011 đến ngày 24 tháng 2 năm 2014, ông là Hồng y thành viên Hội đồng Hồng y để nghiên cứu các vấn đề tổ chức và kinh tế của Tông Tòa.
Ngày 8 tháng 3 năm 2014, Giáo hoàng Phanxicô công bố việc ông được chọn làm thành viên Hội đồng Giáo hoàng về Kinh tế Tòa Thánh. Ngày 1 tháng 10 năm 2019, giáo hoàng chấp thuận đơn xin về hưu vì lý do tuổi tác của ông khỏi chức danh Tổng giám mục Bordeaux.

## Quan điểm
Hồng y Ricard đưa ra nhiều quan điểm: Ông phản đối việc sử dụng phôi người để nghiên cứu khoa học và cho rằng đó là một vi phạm đạo đức nghiêm trọng. Ông đã phê bình những nỗ lực để hợp pháp hoá sự an tử tử ở Pháp. Ricard nói với tờ La Croix rằng Giáo hoàng muốn làm hòa hợp tất cả người Công giáo bằng cách cho phép sử dụng rộng rãi hơn Thánh lễ Truyền thống Latinh và không làm suy yếu những thành tựu của Công đồng Vatican II.